# 振替試合
振替試合（ふりかえじあい）とは、天候不順などの理由で中止された試合を、後日行うことである。代替試合(試合中断による振替試合は続行試合)とも呼ばれる。

## 競技別の振替試合

### 野球
原則として、NPBやMLBでは振替試合は予備日に、もしくはダブルヘッダーとして組まれる。延期された試合と同一会場である場合が多いが、地方開催や日程の都合などで別会場となる場合もある。サスペンデッドゲームの場合、その球場での後日の試合開催が予定されていない場合などの例外を除き、続行試合は同一会場で開催される。アメリカンリーグでは、2000年までは「消灯ルール」により現地時間の未明1:00を過ぎた時点でその時点での攻撃中のイニングス終了を以て打ち切り、次回の同一会場・同一カード開催日の試合前に続行試合を実施していた。この他、ポストシーズンでは雨天中止が発生した場合に移動日をなくし、本来移動日だった日に振替試合を実施するケースもある。
日本の高校野球においては、雨天中止の場合予定されていた試合をそのまま翌日にスライドさせる。但し準々決勝においては順延が3日以上に達すると、2日2試合ずつから1日4試合に変更されていたが、2013年の選手権大会以後、準々決勝を1日4試合一括で開催する代わり、準々決勝の翌日は選手の健康管理の観点から休養日とする日程（この場合でも、順延日が3日以上生じた場合は休養日消滅）に見直されている。

### サッカー
サッカーの場合は、基本的に天候に関わらず試合が開催されるが、Jリーグ等では台風や競技施設の設備故障等を理由に、中止・中断された試合の振替試合が実施されたことがある。この場合も振替試合は同じ会場で実施されることが多いが、会場の損傷が大きい場合は別会場に変更されることもある。

### 競馬などの公営競技
中央競馬の場合、台風や大雪などを理由として開催不可能となった場合は、原則として所定開催予定最終日の翌日に「代替競馬」を施行する。ただし2012年10月以後、地方競馬のJRAインターネット投票の実施に伴い、代替を次の週に持ち越す場合もある。
なお、東日本大震災が起きた2011年には福島競馬場、中山競馬場が損傷したことや、震災の被害が甚大であったことを受けて、関東で本来開催すべき日程を小倉競馬場に振り替えるなどの大幅な日程の変更が生じている。
競輪・競艇・オートレースについては翌日に順延する場合が多いが、日程の都合により順延せずにその分を短縮する場合もある。地方競馬についても、代替開催をしない場合がある。

### その他
それ以外の競技においても、天災などの不可抗力により会場や選手のコンディションが不良であると判断された場合は、当該日の開催を取りやめて他の日に振替試合が実施されることがある。